# Kuntí
En la mitología hinduista, Kuntí, también llamada Prithá, es una aristócrata india, conocida por ser la madre de los Pándavas.
Fue madre soltera de Karna, el rey de Anga. Se casó con el rey Pandú de Jastinapur, con quién concibió a los hermanos pándavas (‘hijos de Pandú’) Iudistira, Bhima y Aryuna.
Kuntí no es mencionada en el Rig-veda (el texto más antiguo de la India, de mediados del II milenio a. C.). La historia de Kuntí y los Pándavas apareció por primera vez en el Majabhárata (texto épico-religioso del siglo III a. C.).

## Nombre sánscrito
- kuntī, en el sistema AITS (alfabeto internacional para la transliteración del sánscrito).[1]
- कुंती, en escritura devanagari del sánscrito.[1]
- Pronunciación:
  - /kuntí/ en sánscrito y en varios idiomas modernos de la India (como el bengalí, el hindí, el maratí o el palí).[1]
  - /kúnti/ o /kánti/ en inglés
- Etimología: ‘hija de [el rey] Kunti’. El nombre del rey Kuntibhoya proviene de la región donde reinaba: Kunti. Se desconoce la etimología de este nombre.[1]

## Biografía
Prithá era la hija biológica del rey Shurasena con una de sus esposas (de la tribu iádava); era hermana de Vasudeva (quien sería padre del dios Krisná).
El rey iádava Kunti Bhoya no podía tener hijos, por lo tanto su primo Surasena le regaló a su hija Prithá, quien se convirtió en hija adoptiva de Kunti Bhoya y fue conocida entonces como Kuntí.
Cuando Kuntí era una niña púber, su padrastro la puso al servicio del quisquilloso santo Durvasas, que estaba de visita. Durvasas, complacido con la ausencia de autoestima de la joven Kuntí, le otorgó la bendición de invocar a cualquier dios para tener una descendencia divina. Apenas Durvasas abandonó el palacio, la inocente Kuntí, llena de curiosidad, invocó al dios del Sol, Suria. Cuando este le mencionó que la bendición incluía obligatoriamente las relaciones sexuales, Kuntí se negó, porque al perder su virginidad ya no podría casarse (según los rígidos cánones de la sociedad de castas hinduista). Suria repuso que tras la relación sexual le reconstruiría el himen para que su esposo no pudiera deducir que no era virgen.
Kuntí quedó embarazada, y según el Majabhárata parió instantáneamente a su hijo. Como vástago de un dios, nació con los lóbulos de las orejas atravesados por grandes aros de oro, por lo que Kuntí lo llamó Karna (orejas). Como no podía tener a este niño, lo puso en un recipiente de barro cocido y lo abandonó en el río Ganges. Le oró a Ganga (la diosa regente del río) para que lo protegiera. El niño fue criado por shudras, y terminó siendo conocido por el nombre Radheia.
Más tarde Kuntí se casó con el joven rey Pandú, que ya estaba casado con Madrí. Poco tiempo después del matrimonio, Pandú estaba cazando en un bosque deshabitado, y vio a una larga distancia a una pareja de venados copulando. Su visión estaba obstaculizada por las plantas y los árboles. Pandú les disparó varias flechas y los hirió mortalmente. Cuando se acercó a las presas, descubrió que había matado al rishi Kindama, que estaba teniendo sexo con una cierva. El sabio moribundo maldijo a Pandú: puesto que él lo había matado mientras copulaba, Pandú tendría que morir apenas tuviera una relación sexual.

El rey Pandú le ordena a su esposa Kuntí que tenga un hijo con los dioses. Ilustración del Majabhárata (publicado por Geeta Press, en Gorakhpur).

Consternado y en un intento por expiar su pecado, Pandú renunció a su reino y vivió como un asceta con sus esposas en las montañas Shatasringa.
Sin hijos hasta ese momento, Majarash Pandú dejó su reino al mando de su hermano mayor, el ciego Dritarastra, quien fue coronado como rey de Jastinápur.
Cuando Pandú expresó a Kuntí su desesperación ante la perspectiva de morir sin descendencia, Kuntí le contó acerca de la bendición que le había otorgado el malvado Durvasas. Ella interpretó las escrituras sagradas, aduciendo que una mujer no le era infiel a su esposo si tenía intimidad con extraterrestres.
En un claro del bosque, Kuntí invocó al dios Dharma (con el que concibió a Iudistira). Un año después llamó al dios del viento Vaiú (con el que concibió a Bhima), y un año después al dios Indra (con el que concibió a Aryuna).
Kuntí también compartió el mantra con Madrí, que hizo un trío con los dos gemelos médicos a los dioses, Ashwini Kumara, y engendró a Nakula y Sajadeva. De esta manera Pandú tuvo cinco hijos, que serían conocidos como los piadosos Pándavas.
Cuando Bhima era un bebé, estaba acostado en el regazo de Kuntí, que estaba sentada en una colina, cerca del borde de una barranca. El rey Pandú estaba cazando a una cierta distancia. De repente la reina escuchó muy cerca de ella el rugido de un tigre que la atacaba. Kuntí dio un salto y corrió, perseguida por la bestia. Pandú se dio cuenta del peligro que estaba corriendo su esposa y disparó varias flechas que se clavaron en el cuerpo del tigre y lo alejaron. La reina se dio cuenta de que el bebé había caído por el precipicio. Llena de dolor bajó con su esposo a buscar los restos, pero encontraron a Bhima sano y salvo en el fondo del desfiladero. La roca donde había golpeado con el cráneo estaba partida en dos.

## Muerte de Pandú

Pandú y sus dos esposas en las montañas Shata Sringa.

Después de 15 años de celibato, en una ocasión en que Kuntí y sus hijos se encontraban lejos, Pandú sintió una fuerte atracción hacia su esposa Madrí.
A pesar de las súplicas de su esposa, Pandú intentó tener relaciones sexuales con ella. Debido a la maldición del sabio, Pandú murió en el instante en que la penetró.
Madrí no pudo perdonarse el no haber evitado la excitación de su esposo. De acuerdo con las leyes tradicionales del hinduismo, ambas esposas tenían que suicidarse en la pira funeraria del esposo (el ritual sati), pero Madrí convenció a Kuntí para que postergara su suicidio hasta que terminara de criar a todos los pándavas (incluidos sus dos hijos, Nakula y Sajádeva).

## Kuntí educa a los Pándavas
Kuntí impidió que su poderoso hijo Bhima matara al demonio Jidimbá y le aconsejó que se casara con la hermana de este, Jidimbí y engendrara a Ghatotkacha. Ella instruyó a sus hijos para cuidar de la gente común y ordenó a Bhima que matara al demonio Bakasura.
En el Bhagavata-purana (siglo XI d. C.) se cuenta que Kuntí le habló sobre la doctrina del bhakti (‘devoción’) a su sobrino Krisná.

## Kuntí revela el secreto de Karna
Después de la batalla de Kuruksetra, Iudistira llevó a cabo los ritos funerarios para todas los seres queridos. Como se negaba a enterrar al malvado Radheia, Kuntí reveló el secreto de que Radheia era su hijo Karna, hijo del dios del Sol, y por lo tanto era hermano de los Pándavas.
Iudistira quedó profundamente herido porque Kuntí había guardado ese secreto de que Karna era su hermano, y hubiera evitado que él y sus hermanos lo hubieran matado. Iudistira maldijo a todas las mujeres a ser chismosas y nunca más poder guardar un secreto.

## Muerte de Kuntí
Cuando alcanzó la ancianidad, Kuntí decidió que era hora de cumplir con su palabra a Madrí (de suicidarse cuando sus hijos ya no la necesitaran). Entonces decidió acompañar a su cuñado, el rey Dritarastra y a la esposa de este, la reina Gandhari, que caminarían hacia el norte (para morir en un suicidio ritual, de frío e inanición) hasta los montes Himalaya. Se adentraron en los valles de la cordillera, pero antes de morir de hambre, los tres perecieron en un incendio forestal, y alcanzaron el cielo Suargá.